# Bischofs-Kiefer
Die Bischofs-Kiefer (Pinus muricata) ist eine in Kalifornien und Mexiko heimische Pflanzenart der Gattung Kiefern (Pinus).

## Merkmale
Pinus muricata ist ein kleiner Baum, der Wuchshöhen von 4 bis 20 m erreicht und sich tief und unregelmäßig verzweigt. Die Krone setzt tief an, ist offen und sehr unregelmäßig. Die unteren Äste sind lang, berühren häufig den Boden. Die Borke ist im unteren Kronenbereich dick mit tiefen senkrechten Rissen und mit purpurbraunen Schuppen besetzt. An jungen Bäumen und im oberen Stammbereich alter Bäume ist die Borke hell graubraun und relativ glatt. Die Zweige sind dick, steif, graubraun, rau, später glatt.
Die Nadelblätter stehen in Bündeln an Kurztrieben zu zweit; die Scheiden sind fahlbraun, 10 bis 12 mm lang, später kürzer werdend und fast verschwindend. Sie stehen vor allem am Ende von Zweigen. Die Nadelblätter sind dick, steif, aufrecht, 10 bis 16 cm lang. Der Rand ist fein gesägt. Es sind zwei bis 14 (im Schnitt 7,6) Harzkanäle vorhanden. Es gibt zwei deutlich getrennte Leitbündel.
Die Blütenzapfen sind braun, die Zapfenschuppen endigen in einem kleinen, dreieckigen, scharfen Dorn. Sie stehen in Gruppen von zwei bis fünf an dicken, steifen, aufrechten Stielen.
Die Zapfen sind aufrecht, sitzend, braun, eiförmig bis verkehrt kegelförmig. Sie sind 5 bis 8 cm lang. Sie stehen allein oder zu zwei bis fünf. Die Zapfen bleiben nach der Reife mehrere Jahre am Ast. Die Schuppen sind hart, steif.
Die Samen sind klein, 5 bis 6 mm lang, dunkelbraun. Der Samenflügel ist 10 bis 15 mm lang. Die Zahl der Keimblätter beträgt meist fünf. Auf ein Kilogramm kommen rund 103.000 Samen.
Das Holz ist hart. Das Splintholz ist cremig weiß, das Kernholz etwas hellbraun.
Die Chromosomenzahl beträgt 2n = 24.

## Vorkommen
Pinus muricata hat eine sehr begrenzte Verbreitung. Sie kommt in kleinen, verstreuten Populationen an der Pazifik-Küste von Kalifornien vor sowie an zwei Standorten im mexikanischen Bundesstaat Baja California Norte in der Nähe von San Vicente.
Insgesamt gibt es nur acht Standorte. Pinus muricata wird von der IUCN als „gefährdet“ (vulnerable) eingestuft.
Diese Art wächst in Küstennähe in Höhenlagen bis 300 m an trockenen, aber oft nebligen Standorten.

## Systematik
Pinus muricata wurde 1836 von David Don (1799–1841) in den Transactions of the Linnean Society of London, Band 17, Seite 441 erstbeschrieben. Synonyme sind Pinus edgariana Hartw. und Pinus remorata H.Mason.